# Eendrachtsland

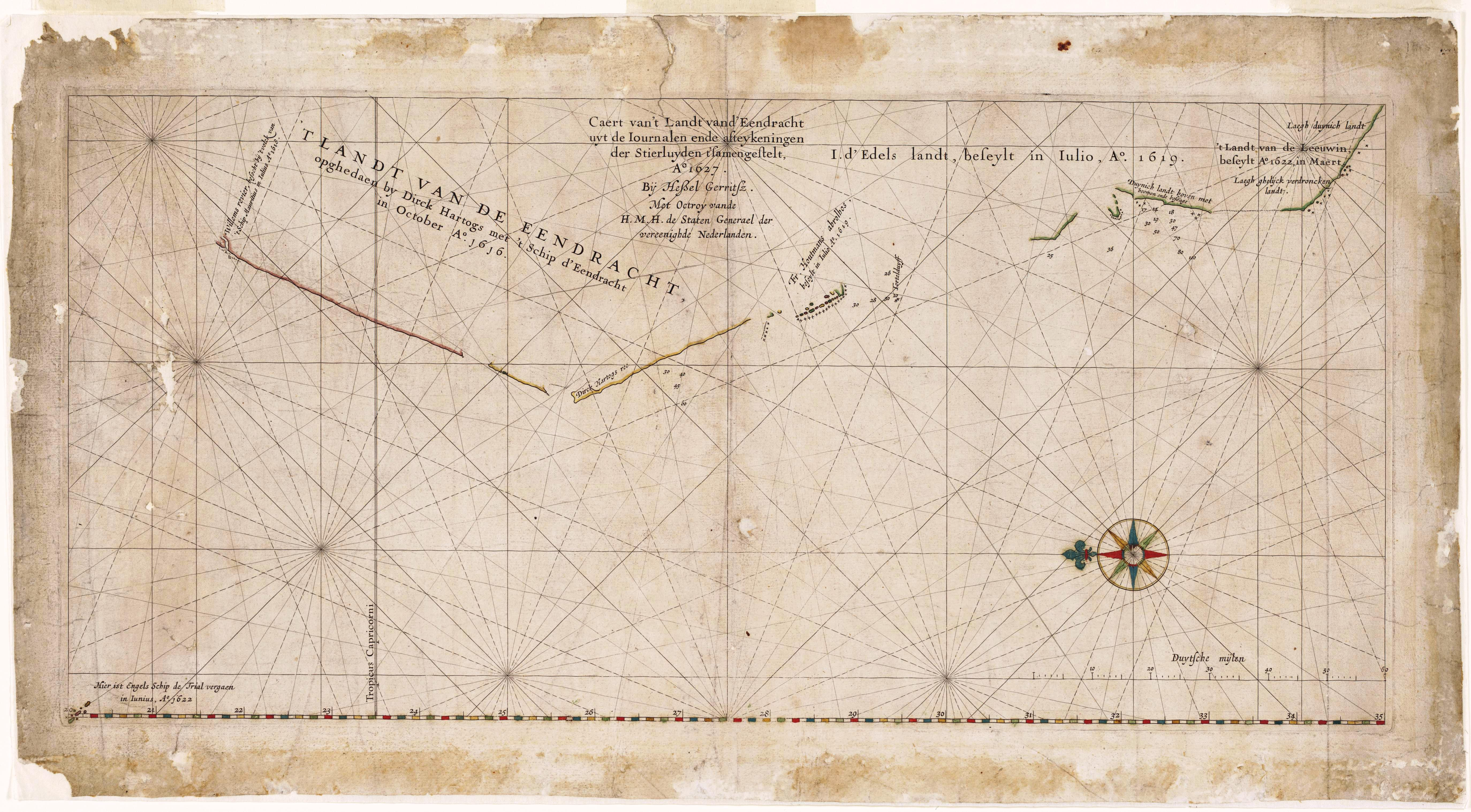
Kaart van het Landt van d'Eendracht

De naam Eendrachtsland of Eendraghtsland, afgeleid van de naam Het Landt van d'Eendracht, was een van de eerste namen die gegeven werden aan Australië; de naam werd gedurende 28 jaar gebruikt, van 1616 tot 1644.

## Beschrijving
In 1616 bereikte Dirk Hartog, commandant van het VOC-schip de Eendracht, de westkust van het Australische vasteland op 26° zuiderbreedte, de plaats die tegenwoordig bekend is als Dirk Hartogeiland (West-Australië). Hij vertrok vervolgens met de Eendracht in noordwestelijke richting, langs de West-Australische kustlijn, terwijl hij de kust in kaart bracht. Het land dat hij ontdekt had noemde hij T'Landt van d'Eendracht of "Eendrachtsland", naar zijn schip. De naam Eendrachtsland werd voor het eerst gebruikt op een kaart, die elf jaar later, in 1627, gemaakt werd: de Caert van't Landt van d'Eendracht, getekend door Hessel Gerritsz, maar de naam werd al eerder, in 1619, gebruikt. Op de Caert van't Landt van d'Eendracht staat het noorden links afgebeeld en staan de breedtegraden op de onderkant. De kaart laat goed zien dat de kennis, die de Nederlanders indertijd hadden van de Australische kustlijn, aan het toenemen was; de kaart was gebaseerd op een aantal reizen, beginnend met die van Hartog.
De kaart laat de Willemsrivier zien (later Ashburton River genoemd) en toont verder het Australische continent tot het latere Albany, waardoor het de West-Australische kust weergeeft over een afstand van meer dan 1900 kilometer. Heeres schreef hierover in 1899: Vanaf dit punt (de Willemsrivier) strekt het Eendrachtsland van de oude Nederlandse navigators zich verder naar het zuiden uit. Op de vraag: hoe ver strekte het zich uit antwoord ik: tot het meest wijdse antwoord op die vraag ('t Land van Eendracht strekte zich uit tot de zuidkust en zelfs tot het hedendaagse Perth). Meer naar het zuiden vinden we in de kaart van 1627 d'Edels landt, in juli 1619 opgemerkt door de schepen Dordrecht en Amsterdam, gecommandeerd door Frederik de Houtman en Jacob Dedel. Ten noorden van Dedelsland lijkt de kust moeilijk te benaderen door riffen, de zogenaamde Houtman Abrolhos, ook ontdekt bij deze gelegenheid. Meer naar het zuiden, op 32° zuiderbreedte, is Dedelsland verbonden met het Landt van de Leeuwin, in 1622 onderzocht door het schip Leeuwin. .
Tegen het midden en einde van de jaren 1620 hadden de Nederlanders een grote hoeveelheid informatie verzameld, waardoor zij in staat waren de westkust, die zij Eendrachtsland noemden, redelijk nauwkeurig in kaart te brengen. Heeres verklaarde dat de kustlijn hier en daar openingen liet zien voor onder meer de golf van Exmouth. Deze gaten zijn goed zichtbaar op de kaart uit 1627. Hij zei hierover: De Witt's land is niet verbonden met de kust van de Willemsrivier. De kustlijn van Eendrachtsland loop niet door; er is een onzekerheid over de plaats die tegenwoordig Shark-Bay heet. De kust die aan de overkant van Houtmans Abrolhos is getekend is een onzekere factor en de kustlijn tegenover Tortelduif is zelfs niet aanwezig. Dedelsland en het land van de Leeuwin zijn niet door ononderbroken lijnen aangegeven. Heeres suggereerde dat in het midden van de zeventiende eeuw navigators steeds werden geconfronteerd met het probleem wat het Zuidland (Eendrachtsland) nu werkelijk was. Hij zei: was het een continent of een verzameling eilanden? Deze vraag zou niet steeds gesteld zijn als de kustlijn beter bekend was geweest.
In 1644 waren de meeste van de problemen met betrekking tot de kust opgelost waardoor het einde van de naam Eendrachtsland in zicht kwam; men begon de voorkeur te geven aan de naam Nieuw Nederland en Nova Hollandia. Heeres zei hierover: Abel Tasman en Visscher deden veel om het probleem op te lossen; tijdens hun reis in 1644 brachten zij de gehele westkust in kaart, van Bathurst Island tot een punt ten zuiden van de Tropic of Capricorn.